# Führerhauptquartier Werwolf

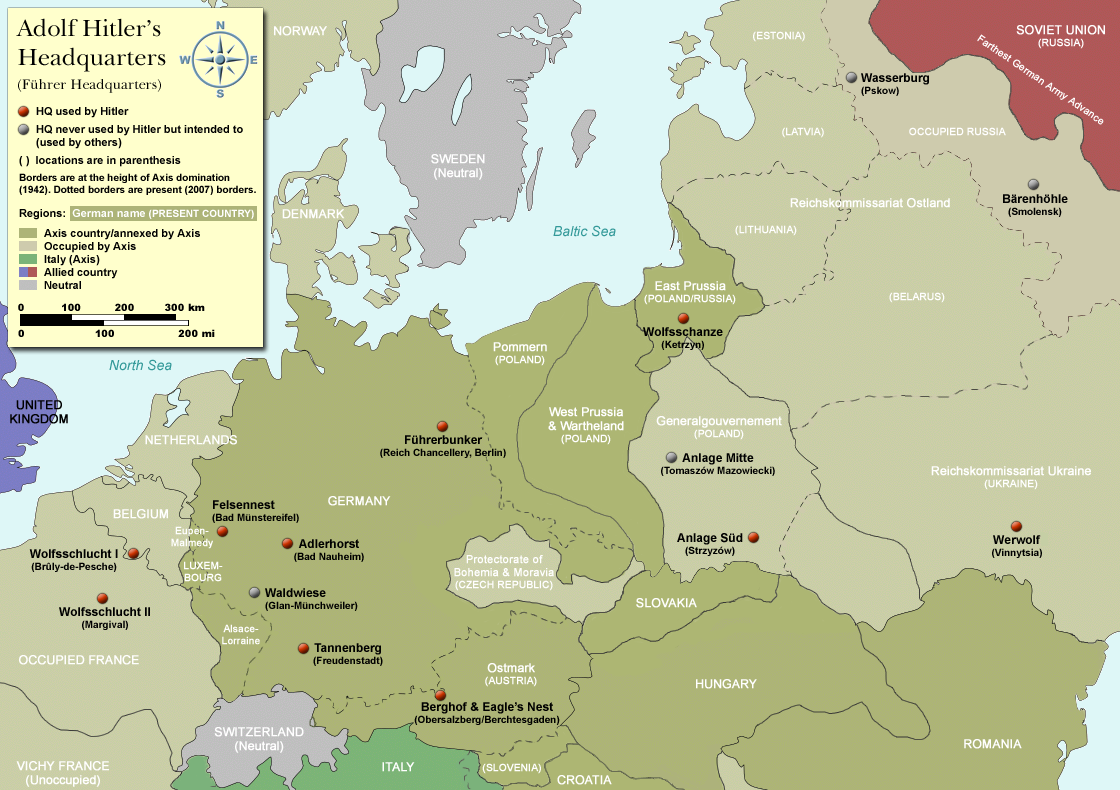
Lokalizacja Werwolf na tle pozostałych głównych kwater Hitlera

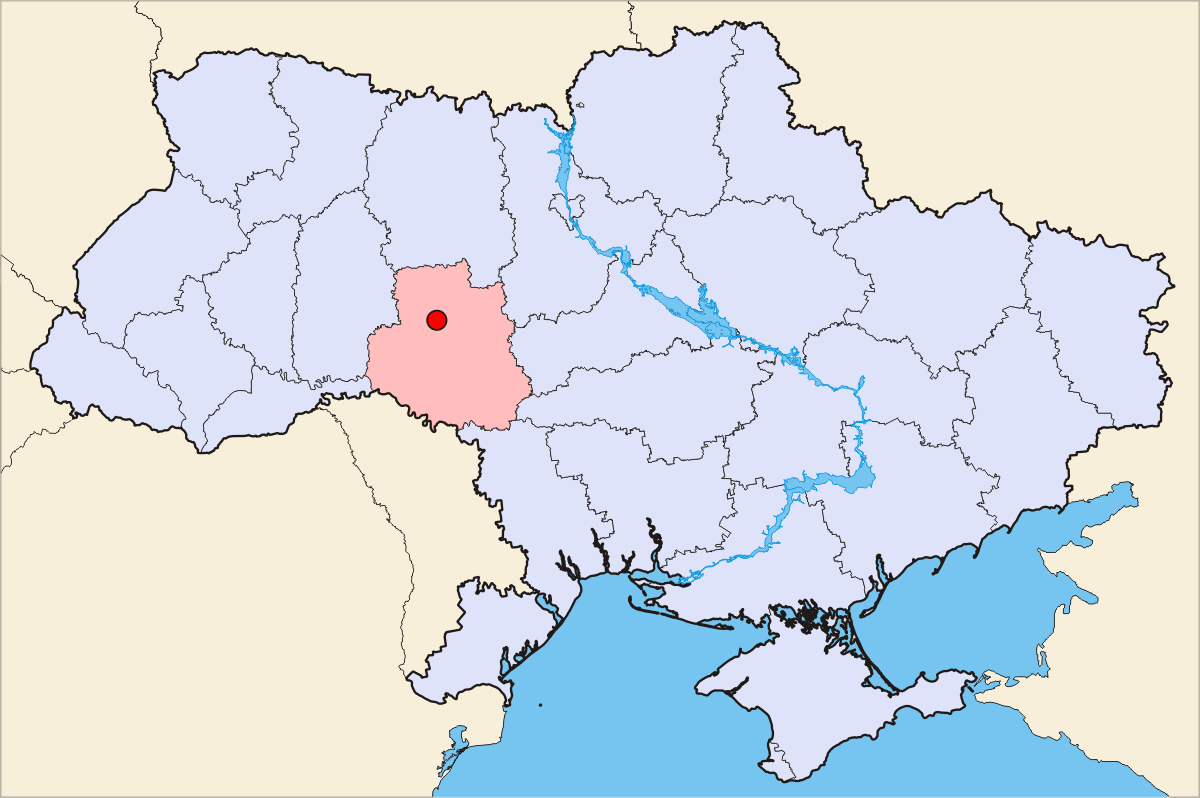
Obwód winnicki

Werwolf (pol. wilkołak) – w latach 1942–1943 kwatera główna Hitlera (niem. Führerhauptquartier – FHQ) w czasie wojny ze Związkiem Radzieckim. Po wojnie znalazła się w obwodzie winnickim (ukr. Вінницька область) Ukrainy, ok. 10 km na północ od Winnicy, w okolicy Stryżawki, pomiędzy Bondariami a Mychajliwką, na wschód od szosy do Żytomierza.
W nazwie (kryptonimie) kwatery znajdowało się często słowo wilk (niem. Wolf), od pseudonimu partyjnego Hitlera – "Pan Wilk" (niem. Herr Wolf). W tym wypadku Hitler wykorzystał grę słów wolf (wilk) oraz wehr (zbrojny).
Budowę oznaczoną kryptonimem Anlage Eichenhein (pol. Obiekt Dębowy Gaj) rozpoczęto w listopadzie 1941 siłami Organizacji Todt i miejscowej ludności (w późniejszym etapie rozbudowy wykorzystywano wyłącznie Organizację Todt). Kwaterę ulokowano w równym, sosnowym pasie leśnym o średnicy pni rzędu 20–30 cm. Zbudowano ponad 20 baraków z drewnianych bali z dwuspadowymi dachami (w tym m.in. mieszkania generalicji, herbaciarnię, kino, łaźnię, saunę, zakład fryzjerski). Mieszkanie i biuro Hitlera z nieodłączną salą kominkową używaną do tzw. narad sytuacyjnych przypominało skromny drewniany domek. Powstał także jeden schron przeciwlotniczy klasy „B” (dwa pozostałe obiekty betonowe wybudowano w kwaterze "Hegewald"). Łącznie wybudowano ok. 80 różnorakich obiektów. Budynki i drogi zostały zamaskowane siatkami, a miejsca po wyciętych drzewach uzupełniono nowymi nasadzeniami. Wśród budowli był także basen przeciwpożarowo-kąpielowy z którego jednak nikt nie korzystał z uwagi na zbyt często wymienianą, czerpaną ze studni głębinowej, a zatem zimną wodę.
Ze względu na stosowaną unifikację budowy i wyposażenia wnętrz, nawet wytrawni znawcy mają problemy z rozpoznaniem które ze zdjęć zrobiono w kwaterze Wolfsschanze, a które w Werwolf (w wielu poważnych wydawnictwach, a nawet w Archiwum Fotograficznym Hoffmanna (niem. Fotoarchiv Hoffmann) mogą zdarzać się błędy w opisach lub podany opis zawiera alternatywę).
Ochronę zewnętrzną kwatery stanowiły zasieki, ogrodzenie z siatki i szereg wykopanych w ziemi posterunków wartowniczych połączonych pomiędzy sobą siecią podziemnych korytarzy co istotnie wyróżniało Werwolf spośród innych FHQ. Na otaczających las dębach umieszczono także platformy obserwacyjne (ambony).
Z chwilą zamieszkania w niej Hitlera, kryptonim kwatery przemianowano na Werwolf. Podobnie jak w Wilczym Szańcu, samą kwaterę główną otaczały kwatery:
- Dowództwa Wojsk Lądowych – OKH (niem. Oberkommando des Heeres) w zaadaptowanych budynkach Uniwersytetu w Winnicy
- Dowództwa Floty Powietrznej – OKL (niem. Oberkommando der Luftwaffe) kryptonim Steinbruch
- Szefa Kancelarii Rzeszy (niem. Quartier des Chefs der Reichskanzlei) Lammersa
- Szefa SS i Gestapo (niem. Quartier des SS und Gestapo Chef) Himmlera
- Ministra Spraw Zagranicznych (niem. Residenz des Aussenministers) Ribbentropa

Trzy ostatnie z wymienionych ulokowano pod kryptonimem "Hegewald" w jednym miejscu, u wylotu z Żytomierza w kierunku Winnicy.

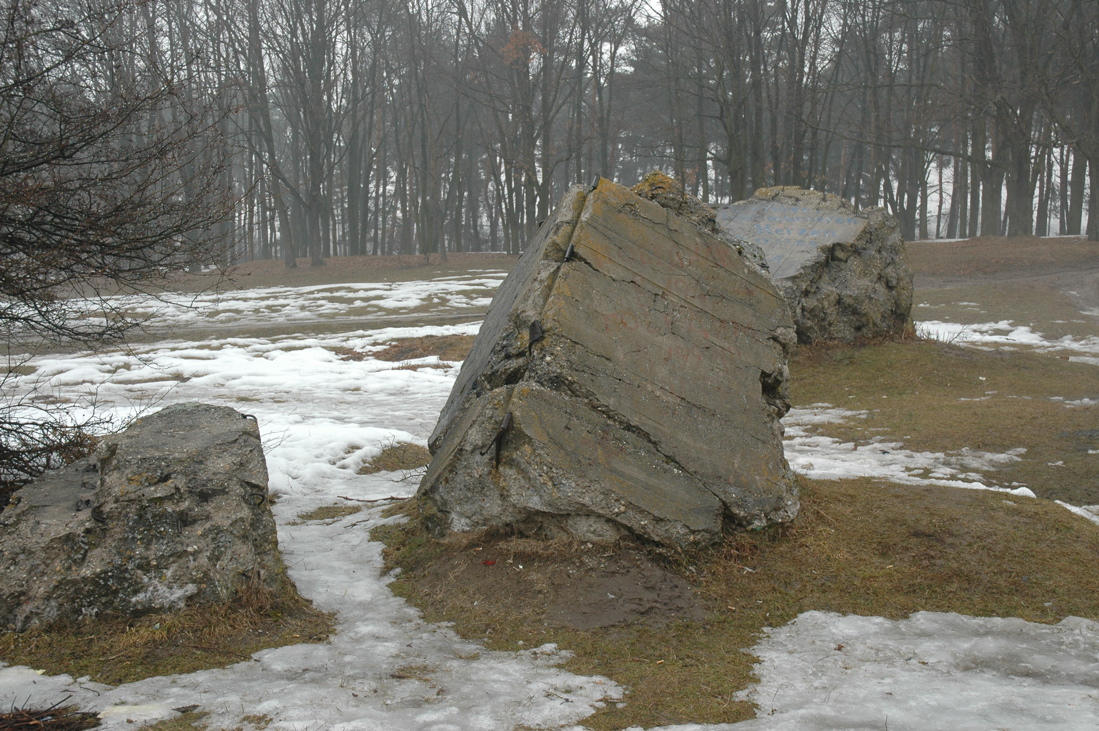
Pozostałości po jedynym bunkrze kwatery

Adolf Hitler przebywał w FHQ Werwolf trzykrotnie:
- 16.07 – 30.10.1942
- 19.02 – 13.03.1943
- 27.08.1943 (niecały dzień)

Przed opuszczeniem Niemcy zniszczyli naziemne obiekty, nie mniej przez następnych 40 lat Armia Czerwona systematycznie równała wszystko z ziemią, a w podziemnych korytarzach detonowano niewypały. Jedyne widoczne do dziś ślady to basen, fragmenty rozstrzelonego na dużej powierzchni bunkra i zejścia do podziemnych tuneli. Od 2000 roku trwała na Ukrainie dyskusja jak wykorzystać te resztki turystycznie. A w 2013 roku tam została stworzona ścieżka turystyczna.

## Fotos

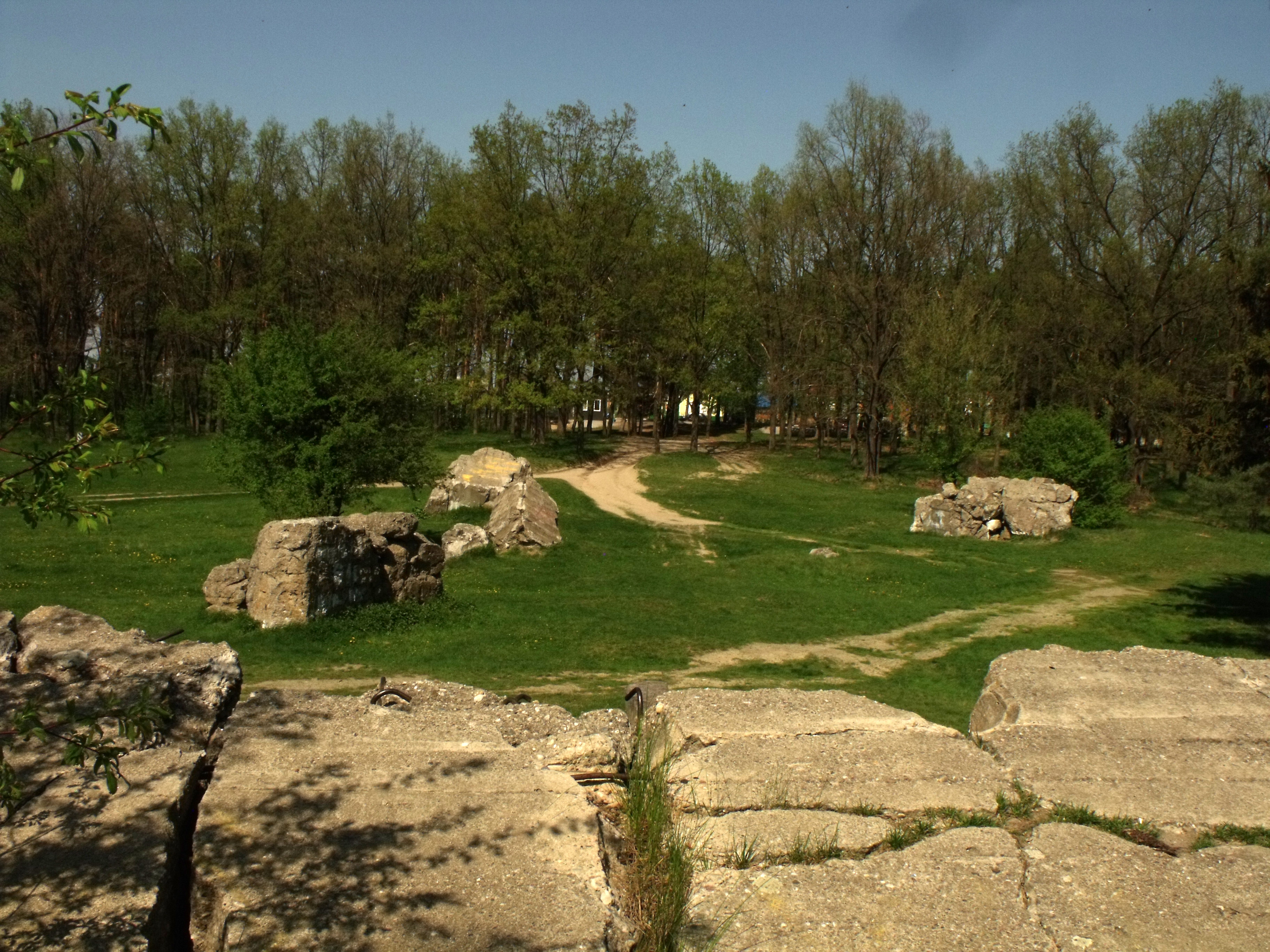
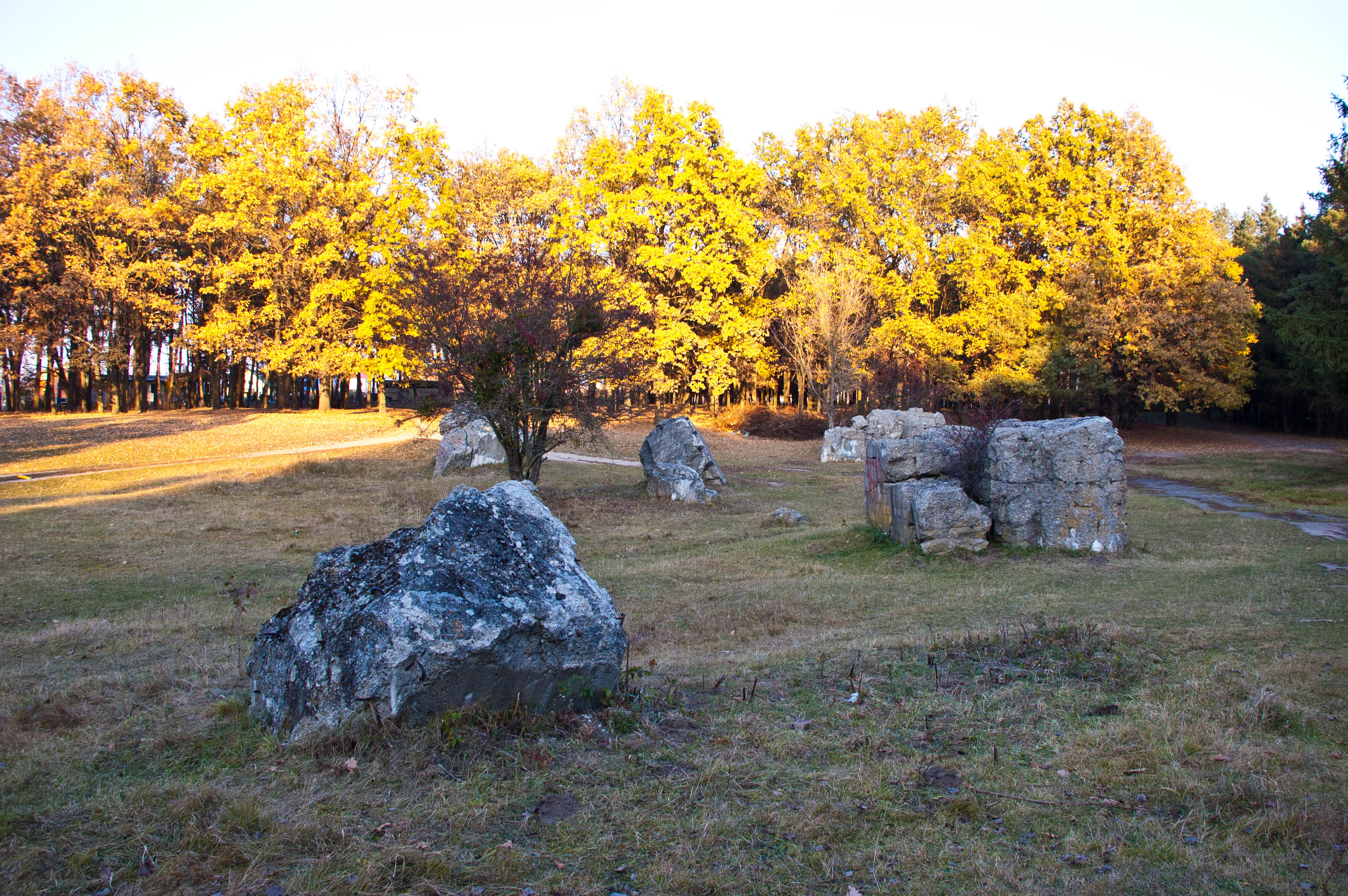
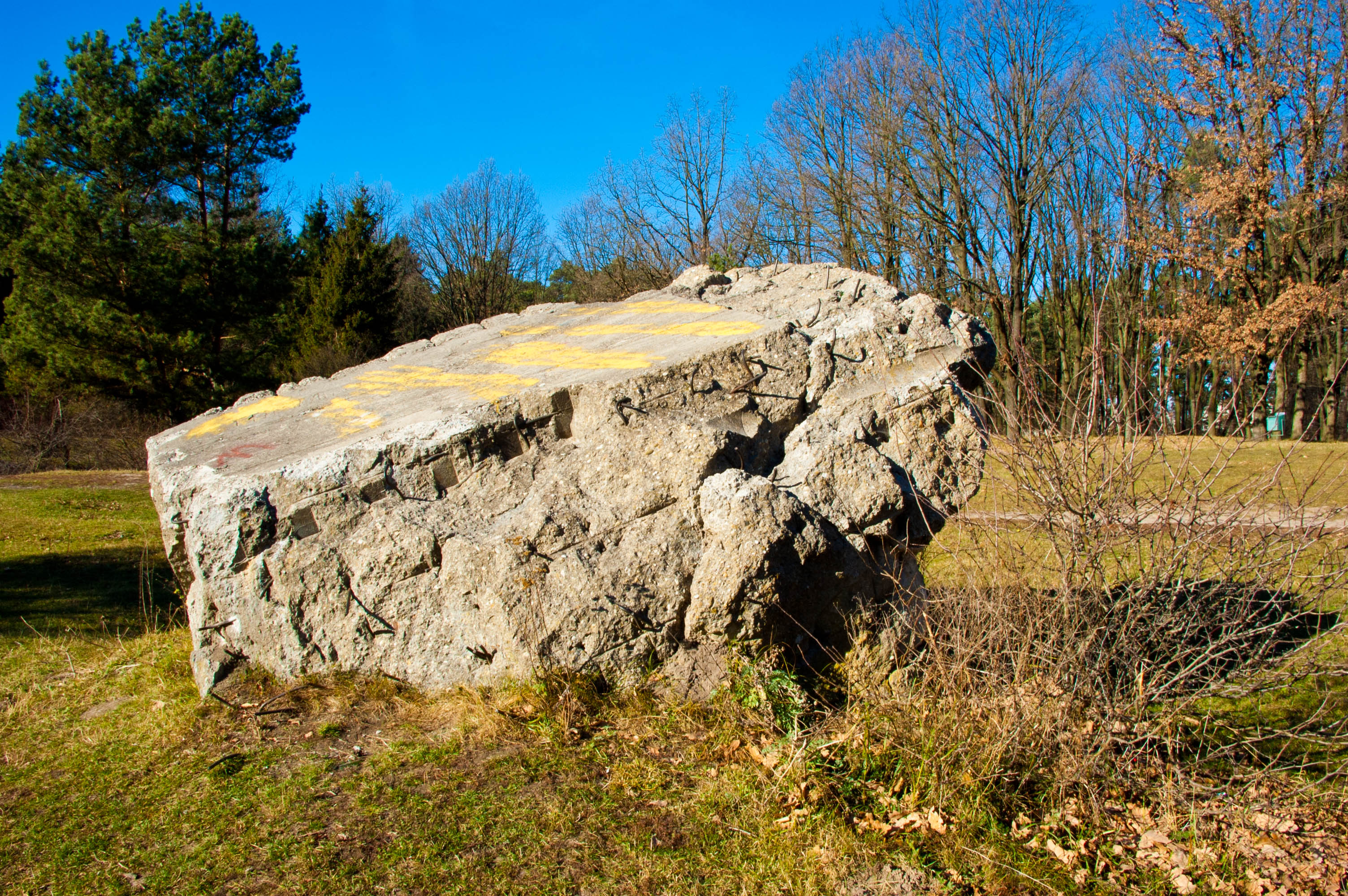
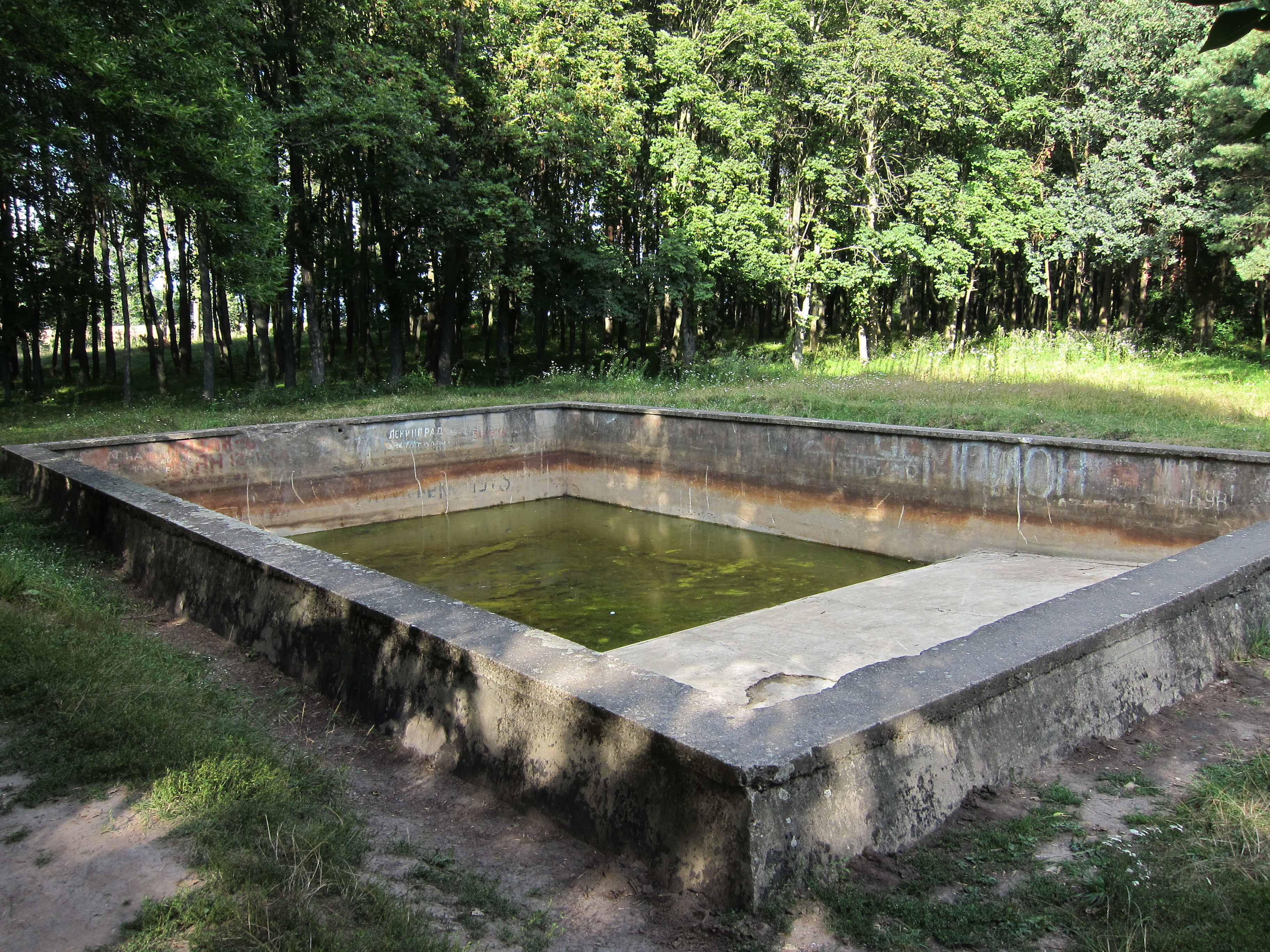
Pozostałości po basenie
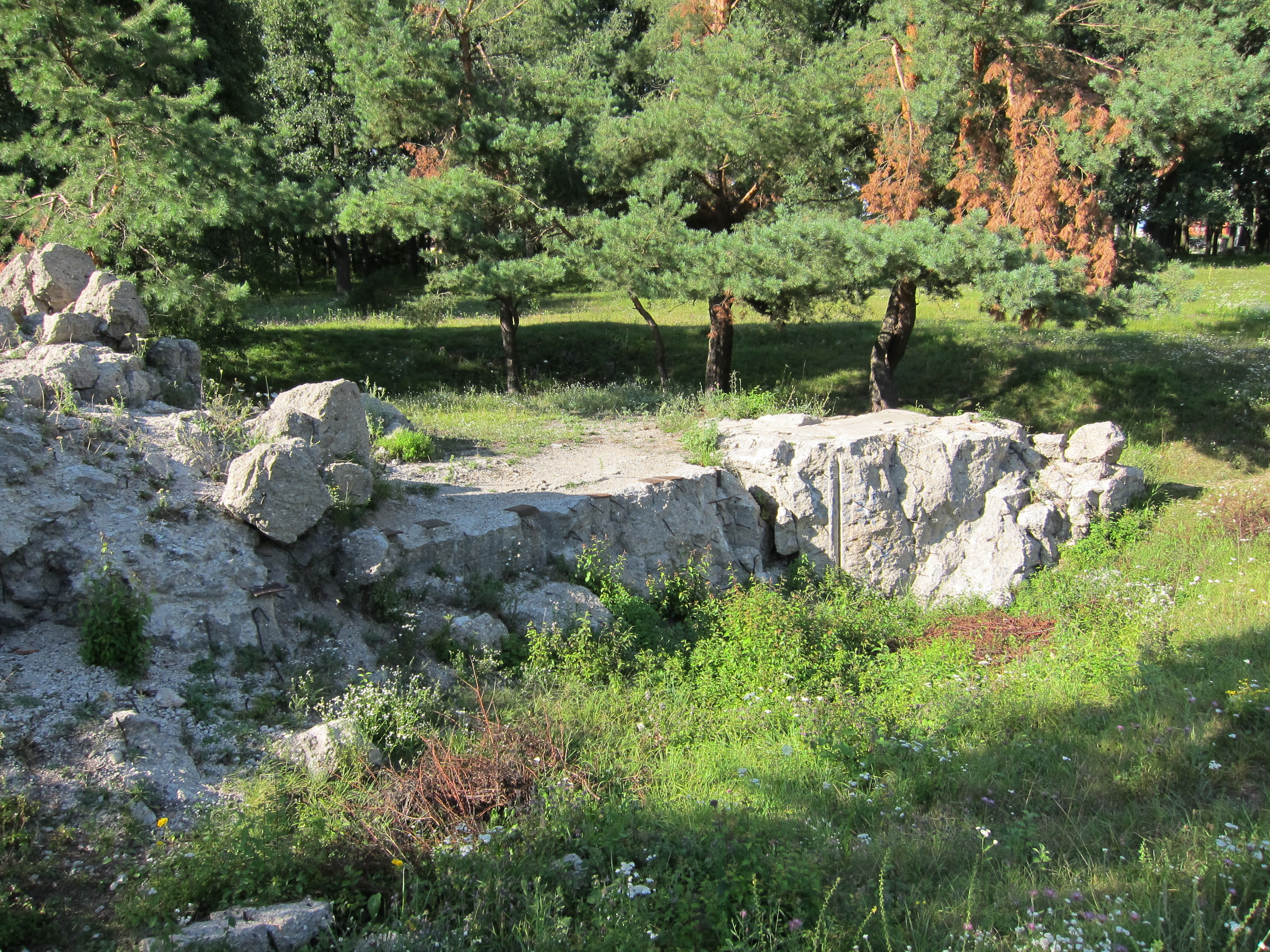
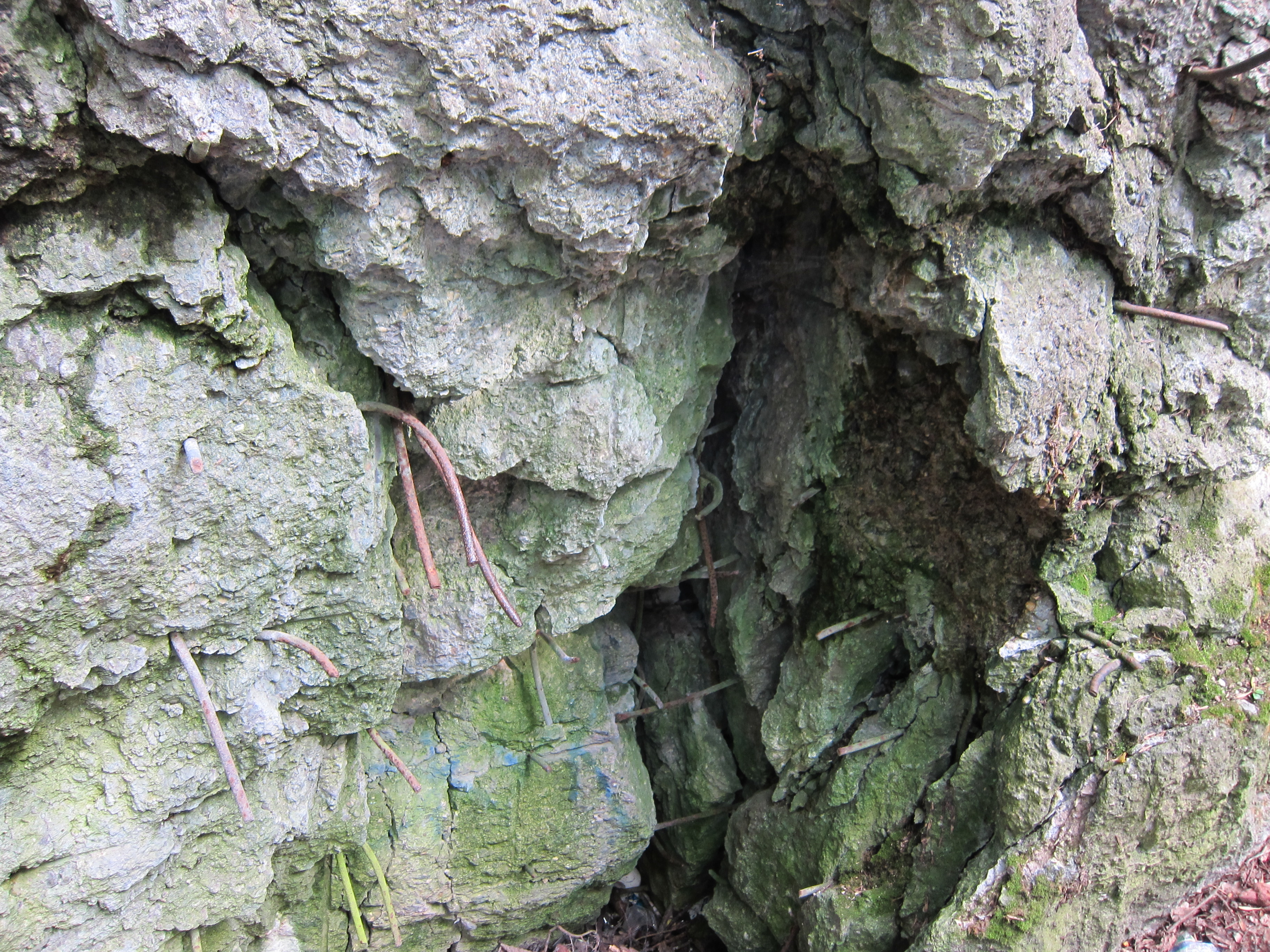
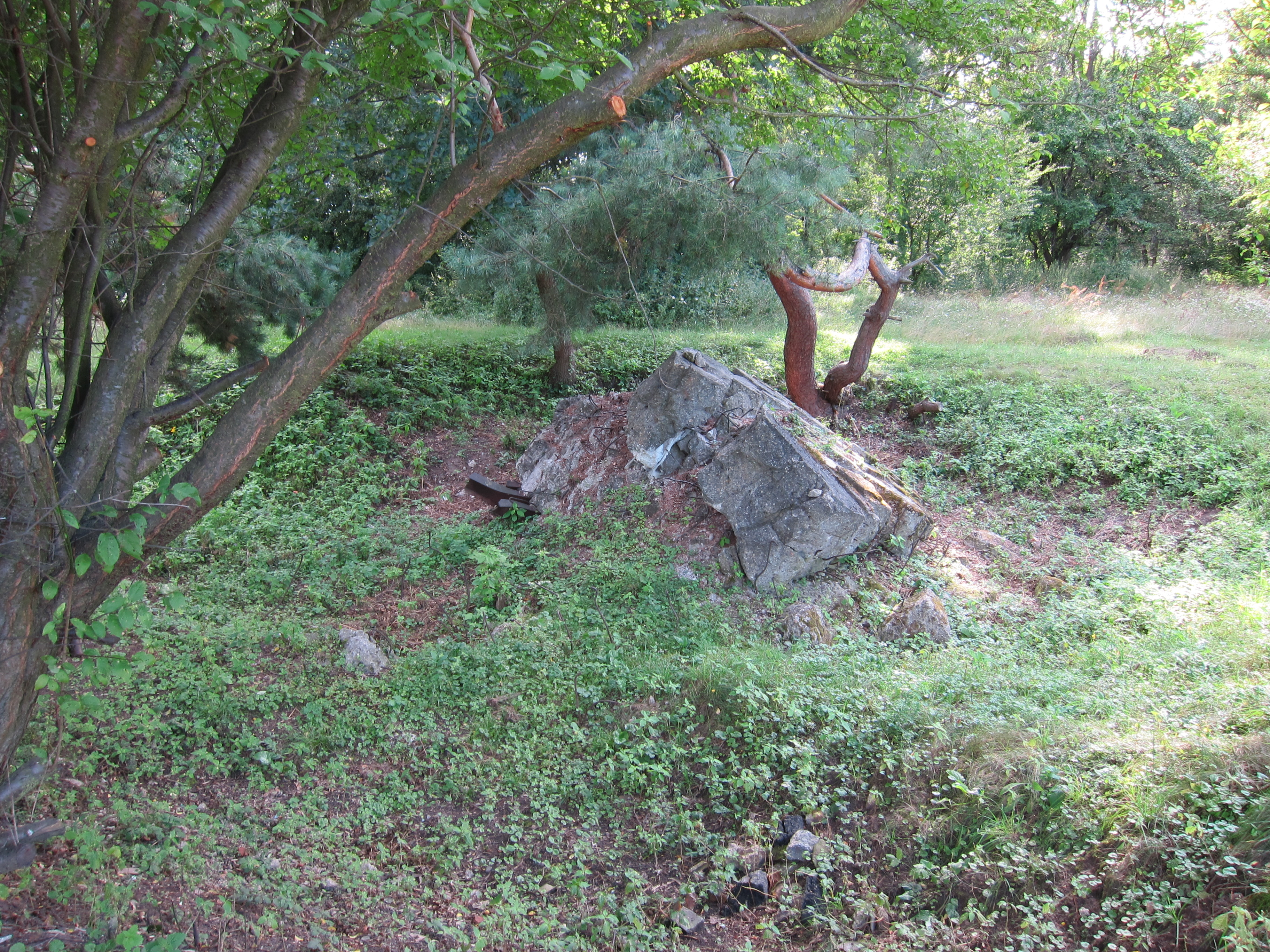
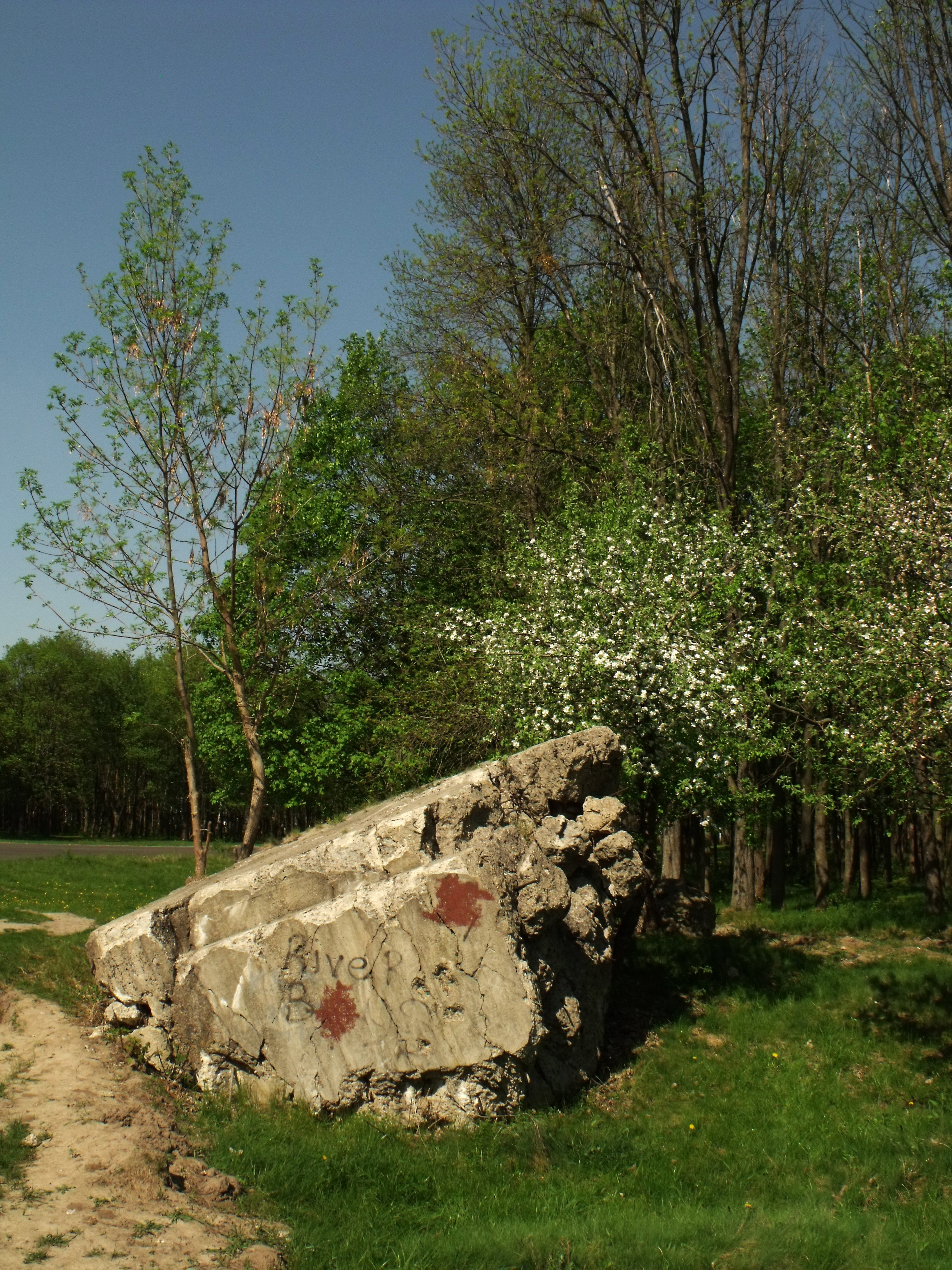
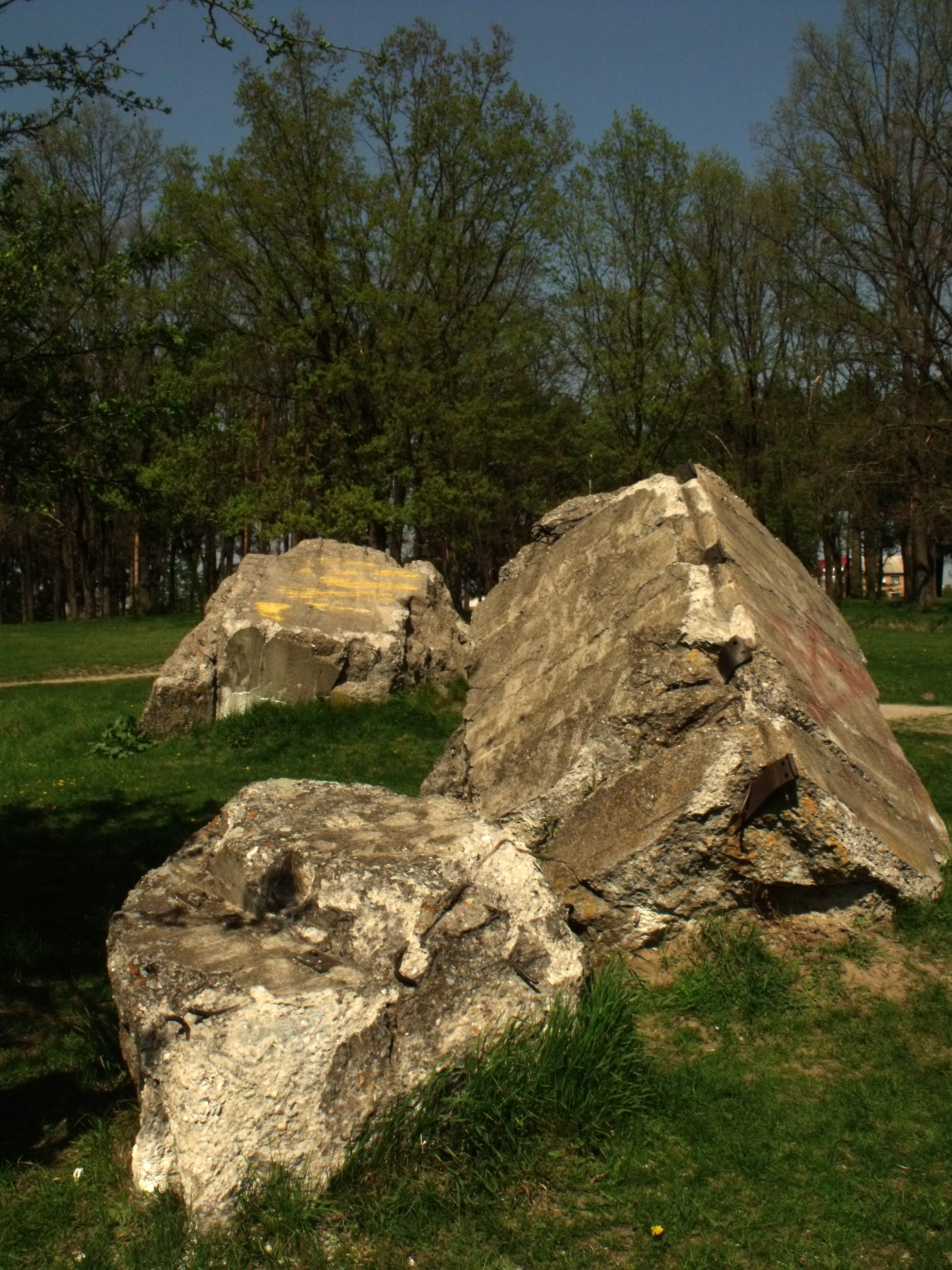